# 村上正路
村上 正路（むらかみ まさみち、嘉永5年2月27日（1852年3月17日） - 大正6年（1917年）5月6日）は、日本陸軍の軍人。最終階級は陸軍歩兵大佐。

## 経歴
山口県出身。村上武縄の二男として生まれる。明治8年（1875年）2月、陸軍戸山学校に入り、翌年3月、少尉試補に任官。明治10年（1877年）2月、西南戦争に出征し、同年9月に戦傷を受けた。歩兵第11連隊付などを経て、明治26年（1893年）5月、歩兵少佐に進級し歩兵第13連隊付となった。日清戦争では明治28年（1895年）4月、歩兵第13連隊大隊長として出征。明治35年（1902年）1月、歩兵中佐に昇進し歩兵第28連隊長に就任。明治37年（1904年）7月、歩兵大佐に進んだ。同年11月、日露戦争に出征。明治38年（1905年）3月、戦傷を受けロシア軍の捕虜となった。ロシアでの捕虜生活の後、明治39年（1906年）2月に帰国。同年4月、第7師団司令部付となり、同年8月に休職。翌年2月、後備役に編入された。

### 日露戦争
第3軍戦闘序列に編入された第7師団隷下の歩兵第28連隊長として出征。明治37年（1904年）11月20日、大連に上陸し旅順攻囲戦に参加した。11月30日、総勢2,600名の新たな白襷隊を指揮し、203高地の頂上一角の奪取に一時的に成功した。この功績により、12月6日、乃木希典第3軍司令官より個人感状が授与された。
明治38年（1905年）3月10日、奉天会戦に参戦中、北陵に夜襲を行い奪取に成功した。しかし、村上は森林内での乱戦中に負傷しロシア軍の捕虜となった。

### 捕虜生活
捕虜となった村上ら約1,800名はシベリア鉄道経由で、当時のロシア首都・サンクトペテルブルクから南に180キロにあるメドヴェージ（Медведь）村に移送され、ロシア第199連隊本部構内に収容された。収容所では村上が監督役、東郷辰二郎少佐が大隊長、横田中尉が中隊長となり、所内を統率した。
明治38年（1905年）9月、ポーツマス条約が締結され、同年12月15日、村上ら日本人捕虜は露独国境の駅ウェルバーレン（ヴィルバリス、のちのキーバルタイ）で日本側に引き渡された。12月20日、村上はヴァンクーヴァー号に乗組みハンブルク港を出港。翌年2月8日、神戸港に到着した。

### 帰国後
俘虜審問委員会の取調の結果、「敵弾に倒れ、人事不省に陥って敵手に落ちた」と判定され軍法会議に付されることはなかった。その後、第7師団司令部付を経て休職となり、1907年2月27日に後備役となった。
公的な処罰を受けることはなかったが、第7師団司令部付となった際には、下級将校が村上に敬礼をしないとの仕打ちを受けた。また、明治43年（1910年）に本籍地を山口県から兵庫県に移したが、この点について吹浦忠正は「地方での捕虜経験者に対する冷たい目を感じさせる」と記している。

## 栄典
位階
- 1885年（明治18年）7月25日 - 正七位[9]
- 1897年（明治30年）8月20日 - 正六位[10]
- 1917年（大正6年）5月6日 - 正五位[11]
- 1929年（昭和4年）9月30日 - 従四位[12]

勲章
- 1902年（明治35年）11月29日 - 勲三等瑞宝章[13]
- 1906年（明治39年）4月1日 - 明治三十七八年従軍記章[14]

## 親族
- 三男 河村恭輔（陸軍中将）